# Megistops rectangularis
Megistops rectangularis es una especie de insecto coleóptero de la familia Chrysomelidae. Fue descrita científicamente en 1993 por Savini.